# 엘런드 로드
엘런드 로드(Elland Road)는 잉글랜드 웨스트요크셔주 리즈에 위치한 전좌석 축구 경기장이다. 잉글랜드의 축구 클럽 리즈 유나이티드 AFC의 홈구장이다.